# Trelleborg AB

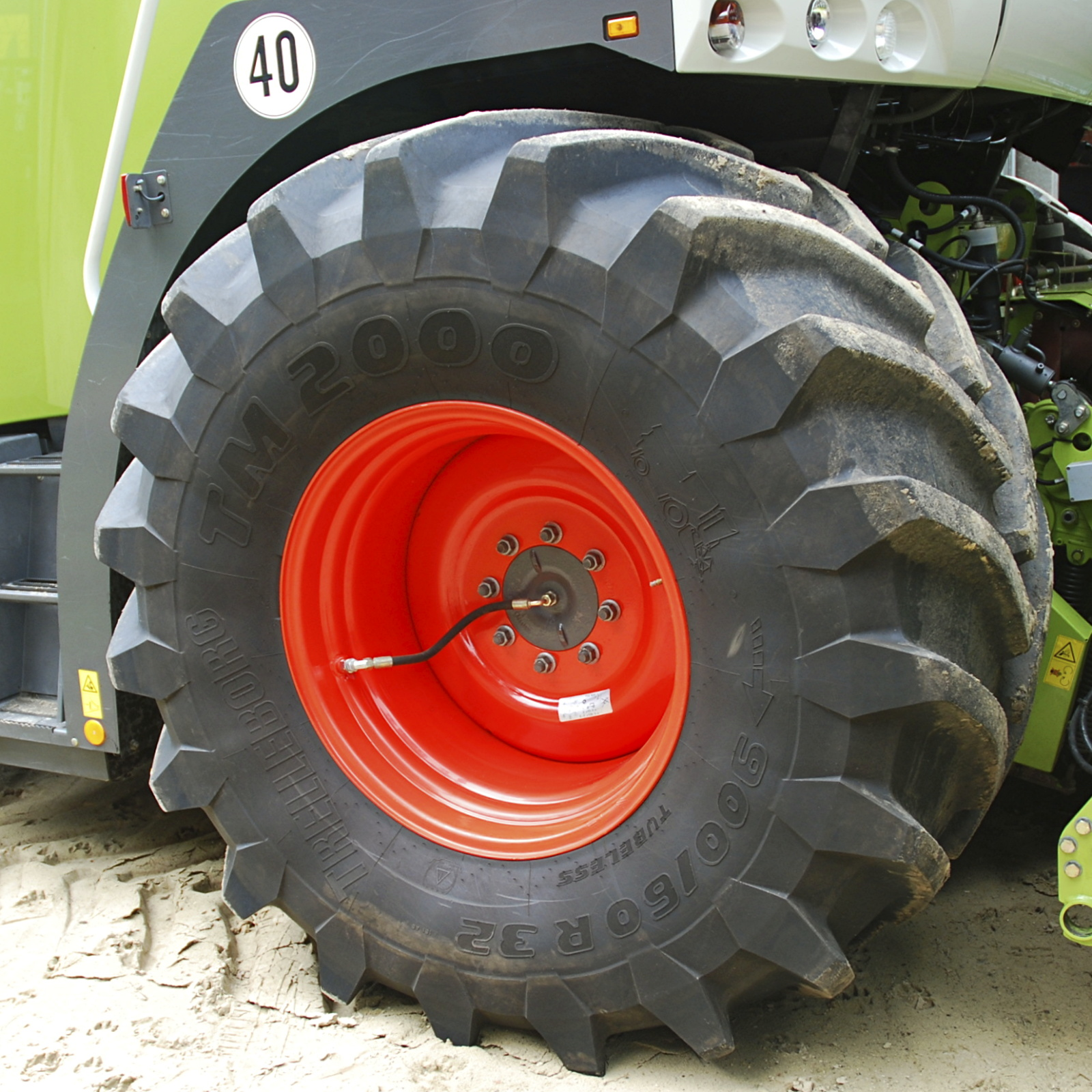
Trelleborg radiaalband "TM 2000" (code 900/60R32) op voorwiel van Claas Jaguar 970 maaidorser (uitgerust met CTIS centraal bandenspanningscontrolesysteem)

Trelleborg TM 900 710-75 R 42

Trelleborg AB is een Zweeds technologiebedrijf, met hoofdkwartier in de gelijknamige stad Trelleborg in Zweden.

## Geschiedenis

### Voorloper
Johan Dunker heeft in 1890 samen met enkele Helsingborgse geldschieters het bedrijf Helsingborgs Gummifabrik opgericht, met het doel om rubberen overschoenen te produceren, waarvoor hij meende dat er in het regenachtige en modderige Zweden wel een winstgevende markt zou moeten zijn. De fabriek in Helsingborg werd gebouwd in 1891. Het idee om de kwetsbare lederen schoenen te beschermen tegen de modder in de straat door er een rubberen overschoen ("galoches") over aan te trekken, kwam uit Amerika, maar het waren de Russen in Sint-Petersburg die toen het meeste succes kenden wegens hun hoge kwaliteit. Om die knowhow te leren kennen, werd zijn zoon Henry eerst (tevergeefs) naar Sint-Petersburg gestuurd en vervolgens naar Riga (Letland). Hier ontmoette hij de ervaren chemicus Julius Gerkan die zich liet overhalen om als technisch directeur aan de slag te gaan en kwam naar Helsingborg in 1892. Het duurde ongeveer tien jaar voordat de twee mannen de onderneming goed op de been kregen. In 1894 (op de leeftijd van 24 jaar) werd Henry Dunker directeur van het bedrijf, en in 1898 bij de dood van zijn vader Johan erfde hij diens aandelen in het Helsingborgse bedrijf.

### Trelleborgs Gummifabriks AB
In 1905 fuseerden Henry Dunker, directeur van Helsingborgs Gummifabrik AB en Johan Kock, directeur van rubberbedrijf AB Velox (opgericht in de stad Trelleborg in 1896), hun bedrijven tot "Trelleborgs Gummifabriks AB" (later ook Tretorn en nu Trelleborg geheten).
Dunker bracht meer kapitaal in en kreeg de meerderheid van de aandelen in handen. Hij reorganiseerde de productie en de fabriek in Helsingborg legde zich toe op de productie van rubberen overschoenen. De productie van alle andere rubberen producten (banden, jassen en industriële rubberen toepassingen) werd overgebracht naar het nieuwe bedrijf in Trelleborg. Onder zijn leiding groeide het bedrijf weldra uit tot Scandinavië's leidende producent van rubberbanden voor fietsen en auto's, industriële rubberproducten en rubberen regenjassen en laarzen. Tijdens de Eerste Wereldoorlog plaatsten de Zweedse strijdkrachten grote bestellingen, en nadat door de Russische Burgeroorlog vanaf 1917 de Russische concurrenten waren uitgeschakeld, werd het bedrijf bij het begin van de jaren '20 de Europese leider in overschoenen en rubberen schoenen.
Henry Dunker was steeds op zoek naar uitbreiding en in 1927 lukte het hem om de meerderheid van de aandelen te kopen in de drie grote Zweedse fabrieken van overschoenen: hij fusioneerde de Helsingborg Gummifabrik AB samen met de Russische Rubberfabriek (Ryska gummifabriks AB) in Malmö en met de Zweedse Rubberfabriek (Skandinaviska Gummifabriks AB) te Viskafors, tot de Verenigde Rubberfabrieken (Förenade Gummifabrikernas AB). In 1934 veranderde de naam in Tretorn AB, als overkoepelend bedrijf voor Dunkers rubberimperium. Trelleborgs Gummifabriks AB had toen (midden jaren '30) al meer dan duizend medewerkers in dienst.
Henry stierf op 3 mei 1962 in zijn huis in Helsingborg (“Villa Hevea” geheten), op 92-jarige leeftijd. Hij was op dat moment de rijkste man van Zweden, met een vermogen van ongeveer 60 miljoen Zweedse kronen. Hij en zijn vrouw Gerda hadden geen kinderen. Zijn testament bepaalde dat zijn fortuin zal worden beheerd via meerdere stichtingen, o.a. "Henry en Gerda Dunker Donatie Fonds No. 2" en de "Henry en Gerda Dunker Foundation". Deze stichtingen hebben nog altijd de meerderheid van de stemmen in het bedrijf Trelleborg AB, zoals uitdrukkelijk de wens was van Henry Dunker. De dividenden van de stichtingen worden o.a. gebruikt voor een verpleeghuis in “Villa Hevea” en andere goede doelen van de stad Helsingborg, zoals de bouw van Helsingborg Stadsschouwburg en Kulturmagasinet op Fredriksdal.
Vanaf de jaren '50 nam het omzetaandeel van de internationale activiteiten snel toe; waar dit aandeel in 1950 nog 4% maar in 1970 was het uitgegroeid tot 40%. In 1964 ging Trelleborgs Gummifabriks AB naar de beurs in Stockholm. De huidige naam "Trelleborg" werd in 1977 geïntroduceerd.
De productie van rubberen producten bij Tretorn AB kreeg vanaf het begin van de jaren '70 te maken met hevige concurrentie uit de lagelonenlanden en het bedrijf zag zich genoodzaakt de meeste activiteiten te staken of te verkopen. Het merk Tretorn bestaat nog altijd met consumentenproducten als rubberlaarzen, regenjassen, sneakers, tennisschoenen en tennisballen. Tussen 2001 en 2015 was het exclusieve recht op het handelsmerk Tretorn in handen van het Duitse bedrijf Puma. In 2015 verkocht Puma deze merkrechten aan de Amerikaanse onderneming Authentic Brands Group.
Tussen 1983 en 1991 was de strategie van het bedrijf erop gericht om uit te groeien tot een breed industrieel conglomeraat met een specifieke focus op mijnbouw en metaal. Later besloot het bedrijf zich weer te richten op rubberen producten. In 1999 werd de scope nog verder vernauwd en ging het bedrijf over op specialisatie in industriële toepassingen. In 2003 werd het productaanbod uitgebreid met precisieafdichtingen op polymeerbasis.
Van 2012 tot 2016 had het bedrijf ook nog de helft in handen van de joint-venture "Trelleborg Vibracoustic" (samen met zijn Duitse partner Freudenberg). Dit bedrijf is actief in trillingsdempende oplossingen voor auto's, bussen en vrachtwagens, met had toen een jaaromzet van SEK 18 miljard en ongeveer 10.000 werknemers in 20 landen. Begin 2016 sloten beide partners een overeenkomst waarbij Freudenberg het deel van Trelleborg zal overnemen. Deze transactie werd in juli 2016 afgerond en Trelleborg maakte een winst van ruim vier miljard euro op deze transactie.
In maart 2022 maakte het Japanse Yokohama Rubber Company bekend de bandenactiviteiten te gaan overnemen. Yokohama Rubber is bereid zo'n € 2,1 miljard te betalen. Deze activiteit betreft banden voor de agrarische sector, circa 60% van de totale omzet van dit bedrijfsonderdeel, industriële banden (20%) en de rest betreft banden voor voertuigen in de bouw en motorfietsen. Er werken bijna 7000 mensen bij dit bedrijfsonderdeel. In mei 2023 is de transactie gefinaliseerd en leverde een flinke boekwinst op van ruim zes miljard Zweedse kroon.

## Activiteiten
Het bedrijf is vandaag gespecialiseerd in industriële rubber- en polymeerproducten, die het naar eigen zeggen aanbiedt als "oplossingen voor uiteenlopende technologische uitdagingen van afsluiting, demping en bescherming van kritische toepassingen in moeilijke omgevingen". Het bedrijfsmotto is "we seal, damp and protect critical applications in demanding environments".
Met ruim 15.000 medewerkers die actief zijn in 50 landen en samen een bedrijfsomzet genereren van ongeveer SEK 34 miljard, is het een van de grote bedrijven van Zweden. Iets meer dan de helft van de omzet wordt in Europa gerealiseerd en een kwart in Noord-Amerika. Het is beursgenoteerd (publika aktiebolag) en staat op de Nasdaq Stockholm genoteerd onder het ticker symbol TREL B.
De activiteiten van het bedrijf zijn opgedeeld volgens drie onderdelen:
- Trelleborg Industrial Solutions (rubberleidingen, industriële trillingsdempende systemen en afsluitingen);
- Trelleborg Sealing Solutions (precisieafdichtingen voor industrie, luchtvaart en voertuigen);
- Trelleborg Wheel Systems (rubberbanden en wielen voor off-road voertuigen in landbouw, bosbouw en materiaalverplaatsing).

De drie bedrijfsonderdelen zijn gemeten naar de omzet nagenoeg even groot. Sealing Solutions levert veruit de grootste bijdrage aan het bedrijfsresultaat en Wheel Systems het minst.
In deze bedrijfsactiviteiten zijn de belangrijkste concurrenten: Continental AG (Duitsland), Hutchinson S.A. (Frankrijk), Freudenberg Group (Duitsland), Bridgestone (Japan). Gerangschikt naar omzet staat Trelleborg op de derde plaats.

## Aandeelhouderschap
Er bestaan twee soorten aandelen van het bedrijf: type A en type B.
- Type B zijn de gewone aandelen, met elk 1 stemrecht per aandeel. De gewone aandelen (243 miljoen stuks, december 2024) zijn voornamelijk in het bezit van Zweedse en buitenlandse institutionele beleggers en beleggingsfondsen.
- Type A zijn speciale aandelen, met 10 stemrechten per aandeel. Alle (28,5 miljoen stuks) A-aandelen zijn in het bezit van de vijf stichtingen en fondsen (onder de koepel "Dunker Interests") onder de controle van nazaten van Henry Dunker, opgericht om zijn nalatenschap te beheren.

Op deze manier slaagt de familie erin om met een minderheid van ongeveer 12% van het totale aandelenkapitaal toch de meerderheid (ongeveer 57%) van de stemrechten over het bedrijf vast te houden.